# Reichel
Reichel ist ein Familienname, der vor allem im deutschsprachigen Raum vorkommt.

## Namensträger

### A
- Achim Reichel (* 1944), deutscher Musiker
- Adolf Reichel (1816–1896), deutsch-schweizerischer Dirigent und Komponist
- Albrecht von Reichel (1638–1697), Stadtmajor, Stadtwachtmeister und Stadtkommandant in Breslau
- Alexander Reichel (Politiker) (1853–1921), Schweizer Jurist, Hochschullehrer und Politiker (SP)
- Alexander Reichel (Tennisspieler) (* 1971), US-amerikanischer Tennisspieler
- Alfred Reichel (1856–1928), deutscher Bildhauer
- André Reichel (* 1974), deutscher Wirtschaftswissenschaftler
- Andreas Reichel (* 1961), deutscher Politiker (FDP)
- Armin Reichel (* 1958), deutscher Fußballspieler

### B
- Berit Reichel (* 1967), deutsche Rettungsschwimmerin
- Bernard Reichel (1901–1992), Schweizer Komponist und Musiker
- Bernhard Reichel, ein Pseudonym von Hermann Erler (Komponist) (1844–1918), deutscher Verleger, Komponist und Schriftsteller
- Bernhard Reichel (Maler) (1960–2004), deutscher Maler
- Boris Reichel (* 1975), deutscher Badmintonspieler

### C
- Carl Anton Reichel (1874–1944), österreichischer Maler und Radierer
- Carl Christian Philipp Reichel (1788–1857), russisch-deutscher Maler, Kupferstecher und Medailleur
- Carl Ferdinand Reichel (1800–1860), deutscher Apotheker und Pflanzenkundler
- Christian Reichel (1888–1952), deutscher Verwaltungsjurist und Landrat
- Christian Heinrich Reichel (1734–1807), deutscher Pädagoge
- Christoph August Reichel (1715–1774), deutscher Kirchenlieddichter, Geistlicher und Gymnasiallehrer
- Christopher Reichel (* 1958), deutscher Wirtschaftswissenschaftler und Hochschullehrer
- Claudia Reichel (1960–2020), deutsche Historikerin und Editorin
- Claus Reichel (* 1986), deutscher Filmproduzent

### E
- Edward Reichel (* 1940), deutscher Romanist
- Elly Reichel (1930–2025), deutsche Grafikerin und Malerin
- Emil Reichel († 1944), deutscher Lehrer und Publizist
- Emma Reichel (Pseudonym Edela Rüst; 1857–1931), deutsche Schauspielerin, Journalistin und Schriftstellerin
- Erdmann Traugott Reichel (1748–1832), deutscher Kaufmann
- Ernst Reichel (Ingenieur) (1857–1934), deutscher Ingenieur und Hochschullehrer
- Ernst Reichel (Missionar) (1861–1910), deutscher Missionar
- Ernst Reichel (Diplomat) (* 1960), deutscher Diplomat
- Ernst Moritz Reichel (1798–1863), deutscher evangelisch-lutherischer Pfarrer

### F
- Frank Reichel (* 1978), deutscher Skispringer
- Frantz Reichel (1871–1932), französischer Sportler, Sportreporter und -funktionär
- Franz Reichel (1901–1965), deutscher Architekt
- Friedrich Reichel (Theologe) (1608–1653), deutscher Theologe und Hochschullehrer
- Friedrich Reichel (Komponist) (1833–1889), deutscher Musiker und Komponist
- Friedrich Reichel (Kunsthistoriker) (1933–2019), deutscher Kunsthistoriker
- Friedrich Paul Reichel (1858–1934), deutscher Chirurg
- Fritz Schulz-Reichel (1912–1990), deutscher Pianist und Komponist

### G
- Georg Reichel (Gewerkschafter) (1870–1947), deutscher Gewerkschafter und Politiker (SPD)
- Georg Reichel (Unternehmer) (Friedrich Georg Reichel; 1874–1959), deutscher Unternehmer
- Georg Christian Reichel (1717/1727–1771), deutscher Mediziner
- Gerardo Reichel-Dolmatoff (1912–1994), österreichisch-kolumbianischer Anthropologe
- Gottfried Reichel (1925–2015), deutscher Bildschnitzer

### H
- Hanna Reichel (* 1984), deutsch-amerikanische evangelische Theologin
- Hans Reichel (Maler) (1892–1958), deutscher Maler und Zeichner
- Hans Reichel (Mediziner) (1911–1995), deutscher Physiologe und Hochschullehrer
- Hans Reichel (Musiker) (1949–2011), deutscher Musiker, Instrumentenbauer und Typograf
- Hans-Christian Reichel (1945–2002), österreichischer Mathematiker
- Hans Friedrich Reichel (1878–1939), deutscher Rechtswissenschaftler und Hochschullehrer
- Harry Reichel (* 1928), deutscher Fußballspieler
- Heiko Reichel (* 1960), deutscher Orthopäde und Unfallchirurg
- Heinrich Reichel (Mediziner) (1876–1943), österreichischer Hygieniker
- Heinrich Reichel (Widerstandskämpfer) (1907–1980), deutscher Widerstandskämpfer
- Helga Reichel (* 1939), deutsche Sängerin
- Hellmut Reichel (1916–2012), deutscher Geistlicher, Bischof der Herrnhuter Brüdergemeine
- Hellmuth Reichel (1919–1962), deutscher Balneologe
- Helmut Reichel (* 1937), deutscher Fotograf und Dokumentarfilmer
- Helmuth Reichel (1925–2021), Schweizer Organist, Dirigent und Komponist
- Helmuth Reichel Silva (* 1983), chilenisch-deutscher Dirigent
- Hermann Reichel (1806–1878), deutscher Fabrikant
- Horst Reichel (Fußballspieler) (* 1935), deutscher Fußballspieler
- Horst Reichel (Mathematiker) (* 1941), deutscher Mathematiker und Hochschullehrer
- Horst Reichel (Librettist), deutscher Librettist
- Horst Reichel (Triathlet) (* 1982), deutscher Triathlet
- Horst A. Reichel (1936–2014), deutscher Schauspieler und Theaterleiter

### I
- Ilse Reichel (Politikerin, I), deutsche Politikerin (SED), MdV
- Ilse Reichel-Koß (1925–1993), deutsche Politikerin (SPD), MdA Berlin
- Ingrid Reichel (* 1961), österreichische Malerin und Essayistin

### J
- Jakob von Reichel (1778/1780–1856), russischer Numismatiker, Medailleur und Sammler
- Jakob Reichel (Physiker), deutscher Physiker und Hochschullehrer
- Joachim von Reichel (1892–1954), deutscher Schriftsteller
- Johannes Reichel (* 1982), österreichischer Eishockeyspieler
- Josef Reichel (Schauspieler) (1787–1821), österreichischer Schauspieler und Theaterregisseur
- Josef Reichel (Sänger, 1801) (auch Josef Reichl; 1801–1856), österreichischer Sänger (Bass)
- Josef Reichel (Sänger, 1819) (1819–1866), österreichischer Sänger (Tenor)
- Josef Reichel (Chemiker) (1907–1969), ungarischer Chemiker

### K
- Karl Reichel (Mathematiker) (1910–1982), deutscher Mathematiker, Geograf und Hochschullehrer
- Karl Reichel (Rennfahrer), deutscher Motorradrennfahrer
- Karl Friedrich Wilhelm Reichel (1798–1862), deutscher Generalmajor
- Karl-Heinz Reichel (1917–??), deutscher Komponist und Textdichter
- Karl Johannes Reichel (1853–nach 1889), deutscher Musikverleger
- Karl Rudolph Reichel (1718–1794), deutscher Theologe und Orientalist
- Kasimir Jakowlewitsch Reichel (1797–1870), russischer Brücken-Bauingenieur
- Käthe Reichel (1926–2012), deutsche Schauspielerin
- Ken Reichel (* 1986), deutscher Fußballspieler
- Klaus Reichel (1934–1996), deutscher Chirurg
- Kristian Reichel (* 1998), deutsch-tschechischer Eishockeyspieler

### L
- Levin Theodor Reichel (1812–1878), US-amerikanischer Missionar und Kartograf
- Lorenz Reichel († 1915?), deutscher Porzellanhersteller
- Ludwig Reichel (1900–1982), deutscher Chemiker und Hochschullehrer
- Lukas Reichel (* 2002), deutscher Eishockeyspieler

### M
- Maik Reichel (* 1971), deutscher Politiker (SPD)
- Manfred Reichel (1896–1984), Schweizer Paläontologe
- Margarete Schneider-Reichel (1891–1944), deutsche Malerin
- Markus Reichel (* 1968), deutscher Politiker (CDU)
- Martin Reichel (* 1973), deutscher Eishockeyspieler
- Max Reichel (Sänger) (auch Max Reichel-Wandrey; 1863–1940), deutscher Sänger (Tenor)
- Max Reichel (Regisseur), deutscher Theaterregisseur
- Max Reichel (Physiker) (1921–2011), deutscher Physiker und Bibliothekar
- Max Reichel (Dokumentarfilmer), deutscher Dokumentarfilmer
- Maximilian Reichel (1856–1924), deutscher Feuerwehrbeamter
- Michael Reichel (* 1960), deutscher Altphilologe
- Mirko Reichel (* 1970), deutscher Fußballspieler

### N
- Norbert Reichel (* 1955), deutscher Pädagoge, Publizist, Autor, Herausgeber

### O
- Otto Reichel (1888/1889–1922), deutscher Drucker und Zeitungsverleger
- Oskar Reichel (1869–1943), österreichischer Internist und Kunstsammler

### P
- Patrick Reichel (* 1984), deutscher Schauspieler
- Paul Reichel (Radsportler) (1912–1941), deutscher Radsportler
- Paul Reichel von Schongau, deutscher Bildhauer
- Paul Friedrich Reichel (1858–1934), deutscher Chirurg
- Peter Reichel (Politikwissenschaftler) (* 1942), deutscher Politikwissenschaftler, Historiker und Hochschullehrer
- Peter Reichel (Fußballspieler) (* 1951), deutscher Fußballspieler
- Peter Eckhart Reichel (* 1957), deutscher Autor und Hörbuchproduzent
- Petra Reichel, Ehename von Petra Overzier (* 1982), deutsche Badmintonspielerin

### R
- Richard Reichel (* 1961), deutscher Wirtschaftswissenschaftler, Hochschullehrer und Organist
- Robert Reichel (* 1971), tschechischer Eishockeyspieler
- Robinson Reichel (* 1966), deutscher Schauspieler und Synchronsprecher
- Rodrigo Reichel, deutscher Geiger
- Roland Reichel (* 1964), deutscher Fußballspieler
- Rudolf Reichel (1751–1790), deutscher Geistlicher, Abt von Beuron

### S
- Samuel Benjamin Reichel (1716–1793), deutscher Theologe und Gymnasiallehrer
- Selma Reichel, eigentlicher Name von Jolanthe Marès (1868–nach 1934), deutsche Schriftstellerin

### T
- Thomas Reichel (Eishockeyspieler, 1961) (* 1961), deutscher Eishockeyspieler
- Thomas Reichel (Eishockeyspieler, 1999) (* 1999), deutscher Eishockeyspieler
- Tobias Reichel (* 1985), deutscher Fußballschiedsrichter

### V
- Verena Reichel (1945–2022), deutsche Übersetzerin

### W
- Walter Reichel (Emil Berthold Walter Reichel; 1867–1937), deutscher Ingenieur
- Walter Reichel (Ingenieur, 1900) (1900–1988), deutscher Ingenieur und Hochschullehrer
- Walther Reichel (1914–1945), deutscher Archäologe
- Wilhelm Reichel (Mediziner), deutscher Mediziner
- Wilhelm Reichel (Politiker) (1849–1911), deutscher Druckereibesitzer und Politiker, MdL Bayern
- Wilhelmine Reichel (1816–1842), österreichische Schauspielerin
- Wolf S. Reichel (1910–nach 1975), deutscher Internist und Röntgenologe
- Wolfgang Reichel (Archäologe) (1858–1900), österreichischer Archäologe und Kulturhistoriker
- Wolfgang Reichel (Politiker) (* 1951), deutscher Politiker (CDU)
- Wolfgang Reichel (Fußballspieler) (* 1958), deutscher Fußballspieler
- Wolfgang Reichel (Mathematiker) (* 1968), deutscher Mathematiker und Hochschullehrer